# Love Love You
Love Love You è un film thailandese del 2015 diretto da Naphat Chaithiangthum, sequel di Love's Coming.

## Trama
La storia d'amore tra Gump e Nai prosegue tra alti e bassi.